# یواس‌اس لسلی (۱۸۶۱)
یواس‌اس لسلی (۱۸۶۱) (به انگلیسی: USS Leslie (1861)) یک کشتی بود که طول آن not known بود.